# NGC 7066
NGC 7066 (другие обозначения — PGC 66747, UGC 11741, MCG 2-54-25, ZWG 426.54, 2ZW 130) — спиральная галактика (Sb) в созвездии Пегас.
Этот объект входит в число перечисленных в оригинальной редакции «Нового общего каталога».